# Elfenwasplaat
De elfenwasplaat (Hygrocybe ceracea) is een schimmel behorend tot de familie Hygrophoraceae. Hij komt op schrale, mosrijke graslanden, op grazige plekken in de duinen en op dijken en in wegbermen.

## Kenmerken

### Uiterlijke kenmerken
Hoed
De hoed is zelden breder dan 3 cm is soms voorzien van een bultje. De structuur is kleverig tot glad. De kleur is citroen- tot dooiergeel met een oranje tint. Later verbleekt de kleur.
Lamellen
De lamellen staan vrij wijd uiteen. Ze zijn gewoonlijk breed aangehecht, maar dikwijls min of meer aflopend. De lamellen zijn meestal lichter geel dan de hoed en soms bijna wit.
Steel
De steel heeft een hoogte van 3 tot 4 cm en een dikte van 2 tot 4 mm. De steel is recht zonder ring.
Geur
Hij heeft geen kenmerkende geur.
Sporenprint
De sporenprint is wit.

### Microscopische kenmerken
De basidia zijn in meerderheid 4-sporig en meten 35-54 × 5-7 μm. De sterigmata zijn 5 tot 7 μm lang. De sporen zijn cilindrisch, inamyloïde en meten 6,5-8 × 3-4 μm.

## Verspreiding
De elfenwasplaat komt voor in Europa, Noord-Amerika, Korea, Japan en Nieuw-Zeeland.
In Nederland komt de elfenwasplaat algemeen voor. Hij staat op de rode lijst in de categorie 'Gevoelig' .

## Foto's

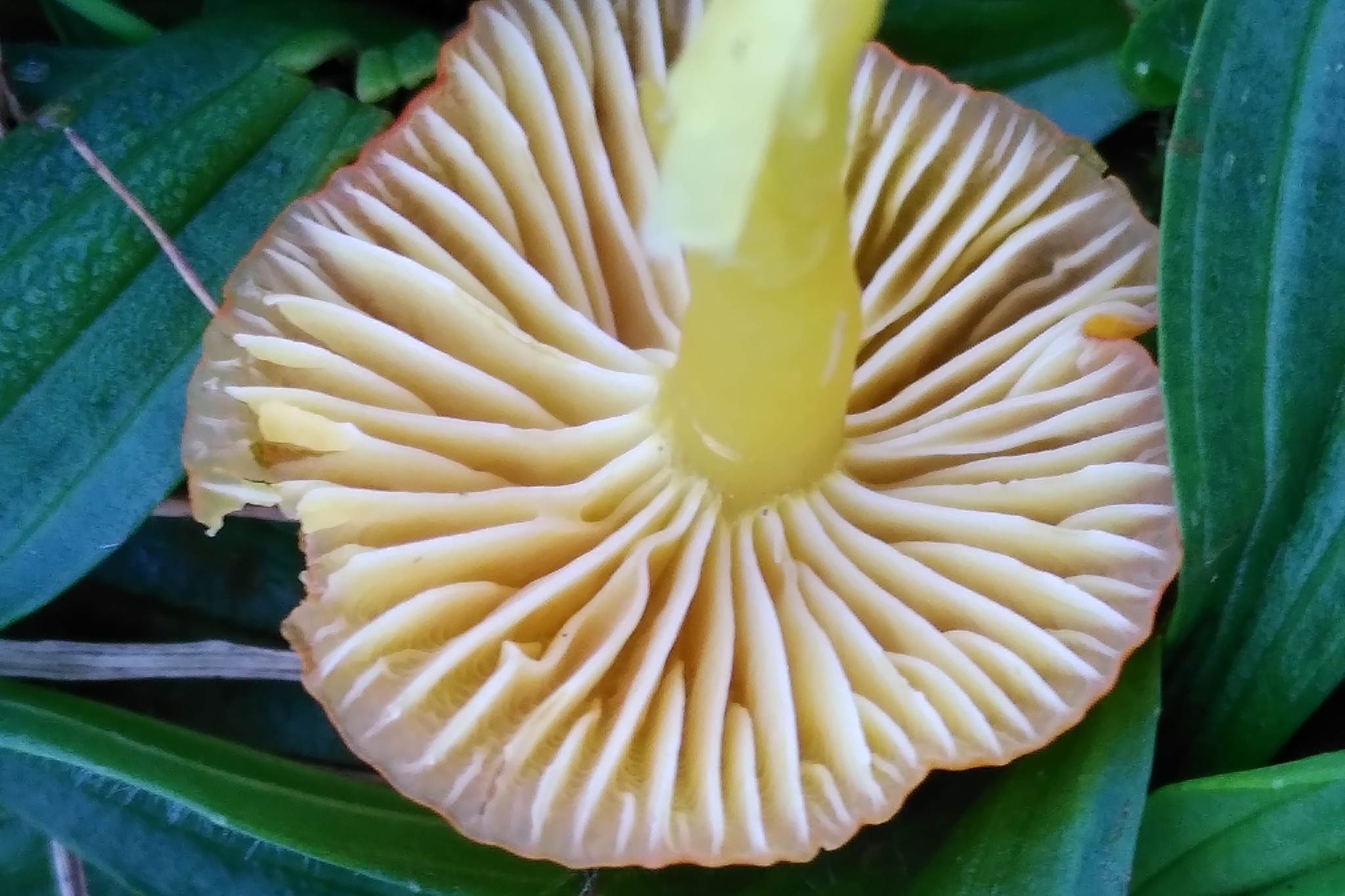
Lamellen
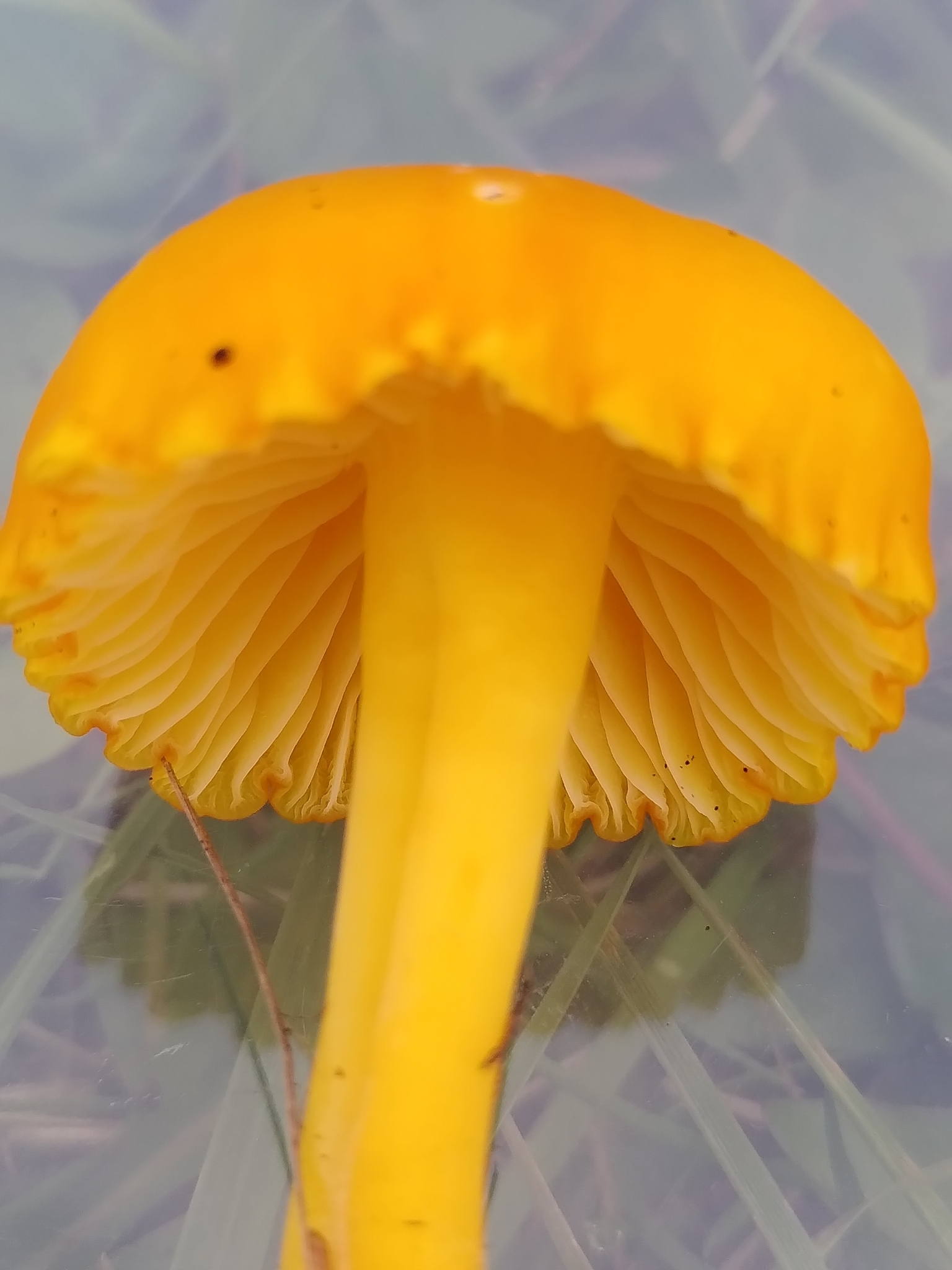
Steel en hoed